# جواو غارسيا
جواو غارسيا (بالبرتغالية: João Garcia) هو متسلق جبال برتغالي، ولد في 11 يونيو 1967 في لشبونة في البرتغال.